# Ana Sofia da Dinamarca
Ana Sofia da Dinamarca (Flensburg, 1 de setembro de 1647 — Prettin, 1 de julho de 1717) foi a filha mais velha do rei Frederico III e eleitora-consorte da Saxónia entre 1680 e 1691, como esposa de João Jorge III, Eleitor da Saxônia.

## Família
Ana Sofia era a filha mais velha do rei Frederico III da Dinamarca e da duquesa Sofia Amália de Brunsvique-Luneburgo.
Entre os seus irmãos estavam: o rei Cristiano V da Dinamarca, o príncipe Jorge da Dinamarca (marido da rainha Ana da Grã-Bretanha) e a princesa Ulrica Leonor da Dinamarca (esposa do rei Carlos XI da Suécia). Os seus avós paternos eram o rei Cristiano IV da Dinamarca e a marquesa Ana Catarina de Brandemburgo. Os seus avós maternos eram o duque Jorge de Brunsvique-Luneburgo e a condessa Ana Leonor de Hesse-Darmstadt.

## Filha do rei dinamarquês
O rei Cristiano IV da Dinamarca, seu avô, o trono dinamarquês virou, quando Ana Sofia tinha apenas seis meses de idade e, depois de muita deliberação, o conselho e os estados reais escolheram o seu pai para o suceder. O Frederico III foi coroado a 23 de novembro de 1648. Os seus pais teriam mais seis filhos, dois dos quais viriam a morrer ainda bebés.

## Educação
Ana Sofia teve uma excelente educação. Além do seu dinamarquês nativo, sabia falar alemão, latim, francês, espanhol e italiano. As suas descrições físicas da época referem que tinha sobrancelhas escuras muito grossas e um nariz longo e curvado.

## Casamento
Em 1663, realizou-se uma cerimônia na cidade de Copenhaga para celebrar o noivado da princesa de quinze anos com o príncipe-eleitor João Jorge da Saxónia. Os dois casaram-se três anos depois, no dia 9 de outubro de 1666. O rei polaco, João III Sobieski, diria mais tarde sobre o marido de Ana Sofia: "É um homem honesto com um bom coração".
O casal teve dois filhos:
1. João Jorge IV, Eleitor da Saxónia (18 de outubro de 1668 - 28 de maio de 1694), casado com a princesa Leonor Edmunda de Saxe-Eisenach; com descendência ilegítima.
2. Augusto II da Polónia (22 de maio de 1670 - 1 de fevereiro de 1733), eleitor da Saxónia e rei da Polónia entre 1694 e 1733; casado com a marquesa Cristiana de Brandemburgo-Bayreuth; com descendência.

O seu marido também teve um filho ilegítimo da sua amante, a cantora de ópera veneziana Margarita Salicola, e pode ter tido uma filha, Madalena Sibila de Neidschutz, com Úrsula Margarete de Haugwitz.
Ambos os seus filhos foram inicialmente educados por damas-de-companhia dinamarquesas enviadas para Dresden pela sua mãe Sofia-Amália.
O pai de Ana Sofia morreu a 9 de fevereiro de 1670 e foi sucedido pelo irmão mais velho dela, o rei Cristiano V, com quem Ana se correspondia regularmente e discutia assuntos políticos. Visitou a Dinamarca nesse ano e mostrou-se a favor da prisão de Leonora Christina Ulfeldt, a sua tia paterna. O pai dela e Leonora eram filhos de Cristiano IV da Dinamarca, avó de Ana Sofia.
A sua irmã Frederica Amália tornou-se duquesa de Holstein-Gottorp em 1667. Em 1702, a sua cunhada, a princesa Ana, subiu ao trono da Inglaterra, Irlanda e Escócia como rainha reinante Ana da Grã-Bretanha e o seu irmão tornou-se o seu consorte britânico. Em 1680, tornou-se eleitora da Saxónia, o mesmo ano em que a sua irmã Ulrica Leonor se tornou rainha-consorte da Suécia.
A sua irmã viúva, Guilhermina Ernestina, foi viver na Saxónia em 1685.

## Viuvez

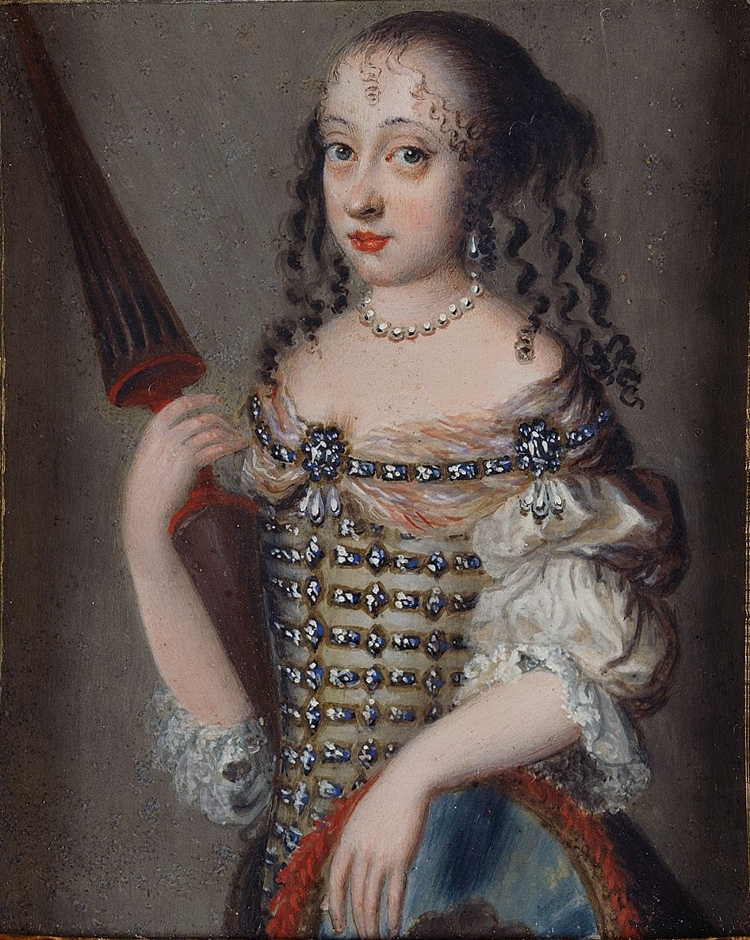
Ana Sofia da Dinamarca
Royal Collection.

O seu marido morreu em 1692 de uma doença epidémica, provavelmente cólera ou peste e foi enterrado na Catedral de Freiberg. No ano seguinte, Ana Sofia tentou acabar com o caso amoroso que o seu filho mais velho, o novo eleitor João Jorge IV, estava a ter com Magdalene Sibylle "Billa" de Neidschutz e que era do conhecimento público desde a morte do seu marido que também tinha tentado separar o casal. O principal motivo para acabar com esta relação, tendo em conta que na altura era costume todos os homens terem uma amante, era o facto de se temer que Magdalene fosse uma filha ilegítima do pai de João Jorge IV, o que fazia com que os dois fossem meios-irmãos. Não se sabe se João Jorge não sabia desta proximidade familiar ou se a descartou como sendo apenas um rumor malicioso.
Ana Sofia obrigou o filho a casar-se com a duquesa Leonor Edmunda de Saxe-Eisenach, uma nobre alemã, mas o casamento acabaria por ser um fracasso. João Jorge não só abandonou a noiva, deixando-a em Hofe (a residência oficial do eleitor), para ir viver com a sua amante noutro palácio, mas também a tentou assassinar para assim conseguir casar-se com Billa.
A nora de Ana Sofia não conseguiu dar à luz o tão desejado herdeiro, tendo sofrido dois abortos em agosto de 1692 e fevereiro de 1693. Em junho de 1693, a amante do seu filho deu à luz uma menina, Wilhelmina Maria Frederica. Menos de um ano depois, Billa apanhou varíola e morreu a 4 de abril de 1694 nos braços do eleitor. João Jorge também acabaria por morrer, vinte e três dias depois, da mesma doença e foi enterrado na Catedral de Freiberg. Tendo morrido sem descendentes legítimos, foi sucedido pelo seu irmão mais novo que passou a ser o guardião da filha órfã do seu irmão. Frederica foi educada na corte real e todos sabiam que era sobrinha de Frederico Augusto.
Foi Ana Sofia que educou o seu neto, Frederico Augusto, nascido a 17 de outubro de 1696, único filho do seu segundo filho e da sua esposa Cristiana Everadina de Brandemburgo-Bayreuth que se tinha auto-exilado pouco depois do seu nascimento. O menino acabaria por suceder o seu pai como rei Augusto III da Polônia. Ana Sofia dava-se bem com a sua nora, tendo ambas muitas coisas em comum, principalmente no que dizia respeito a religião e Cristiana visitava frequentemente o seu filho.
Nos seus últimos anos, Ana Sofia viveu com a sua irmã Guilhermina Ernestina no Castelo de Lichtenburg. Morreu em Prettin.